# Dichters in de Prinsentuin
Dichters in de Prinsentuin is een jaarlijks poëziefestival georganiseerd door de literaire stichting NoordWoord. Het festival trekt jaarlijks ongeveer 2000 bezoekers. Het festival wordt doorgaans gehouden in de stad Groningen. Tussen 2021 en 2023 werd het festival echter in de Hortus Haren gehouden.
Het festival bestaat sinds 1998. Het begon als een klein Gronings festival en groeide uit tot een festival dat bekendheid geniet in Nederland en Vlaanderen.
Het festival bestaat uit twee middagprogramma’s die plaatsvinden in de Groningse Prinsentuin en twee avondprogramma’s op verschillende locaties.  
Tijdens het festival lezen zo’n 80 dichters voor uit eigen werk: de helft daarvan is amateur of talentvolle beginnende dichter, de andere helft is professioneel dichter. Daarnaast wordt een bloemlezing geproduceerd van veelal ongepubliceerd werk van de optredende dichters. 
Centraal in het programma staat het theeveld, een gazon waarop dichters voordragen voor een publiek dat hen omringt. Dichters dragen ook voor in de loofgangen elders in de tuin. Nissen, openingen in de haagbogen, omlijsten de lezende dichter.
De presentatie van het festival werd lang gedaan door Klaas Knillis Hofstra en is sinds enige jaren in handen van Jelte Posthumus.
In 2020 kon het festival niet doorgaan in verband met de coronacrisis. In 2021 werd in verband met de coronamaatregelen eenmalig uitgeweken naar de Hortus Haren. Daardoor moest voor het eerst ook worden betaald voor het van origine gratis festival. In 2024 keerde het festival terug naar de Prinsentuin.